# Molly's Girl
Pour plus de détails, voir Fiche technique et Distribution.
Molly's Girl est un film américain réalisé par Scott R. Thompson, sorti en 2012.

## Synopsis
Molly (Kristina Valada-Viars), une fille émotive mais mal dans sa peau, pense avoir trouvé l'amour avec Mercedes (Emily Schweitz), une militante lesbienne pro-mariage homosexuel, lors d'une soirée bien arrosée.

## Fiche technique
- Titre : Molly's Girl
- Réalisation : Scott R. Thompson
- Scénario : Scott R. Thompson
- Producteur :
- Musique :
- Langue d'origine : Anglais américain
- Pays d'origine : États-Unis
- Genre : Comédie dramatique, romance saphique
- Lieux de tournage :
- Durée : 125 minutes (2 h 5)
- Date de sortie :
- États-Unis 21 juillet 2012 (Philadelphia Q Fest)
- Royaume-Uni 11 octobre 2012 (Iris Prize Festival)
- Danemark 5 octobre 2013 (MIX Copenhagen)

## Distribution
- Kristina Valada-Viars' : Molly
- Emily Schweitz : Mercedes
- Ellen Dolan : Ginger
- Sondra Ward : Mary Beth
- Stephanie Brown : Gina
- Andre Davis : Darren
- Justin Marxen : Jonas
- Kiera Morrill : Hayley
- Lisa Bol
- Jim Brockhohn : Gordon
- Darit Phoung Brown : Speed Dater
- John Busbee : Senator Wagner
- Laura Carlson : Monica
- Courtney Conlin : Julie
- Matt Eastvold : Jack